# Maxime Talbot
Maxime Talbot (LeMoyne, 11 de fevereiro de 1984) é um jogador canadense de hóquei no gelo que defende atualmente o Colorado Avalanche, da NHL.

## Biografia
Em sua carreira nos juniores ajudou o Hull Olympiques a conquistar o campeonato da QMJHL em 2003, quando foi eleito o jogador mais valioso dos playoffs. Ele já era jogador do Pittsburgh Penguins, que o selecionou com a 234.ª escolha no recrutamento de 2002.
Durante a campanha do título da Copa Stanley de 2008-09, em todos os jogos em que Talbot marcou gols o time venceu, e ele ainda foi o responsável pela vitória por 2 a 1 sobre o Detroit Red Wings no jogo 7 das finais, marcando ambos os gols e fechando o que mais tarde seria chamada de "temporada de sonho". "Nunca achei que iria marcar dois gols na NHL", disse, à época. Na temporada anterior ele também marcara um gol importante nas finais, ao empatar o jogo 5 contra os mesmos Red Wings no último minuto, forçando a prorrogação, que acabaria vencida pelos Penguins, estendendo a série por mais um jogo — o time de Detroit ficara com o título naquela ocasião.
Um mês após a conquista de 2009 ele operou o ombro esquerdo e ficou de fora dos 21 primeiros jogos do time na temporada de 2009-10. Mesmo depois que voltou dessa contusão, uma outra, cuja natureza não foi divulgada pelo clube, manteve-o afastado de uma nova série de partidas. Ele não conseguiu se livrar dos efeitos causados por esses problemas, e, depois da "temporada de sonho" anterior, teve uma "temporada de pesadelo" de acordo com o jornal Pittsburgh Post-Gazette.
A temporada de 2010-11 também não foi a ideal para Talbot. O fim dela coincidiu com o fim de seu contrato. Ele recebeu uma proposta de renovação por parte dos Penguins, mas acabou optando pelo arquirrival Philadelphia Flyers, que lhe ofereceu um contrato mais longo: cinco anos, por um total de 8,75 milhões de dólares. Curiosamente, havia sido contra os Flyers que Talbot mandara a torcida calar a boca na campanha do título de 2009, gesto considerado um "divisor de águas" pela torcida dos Penguins naqueles playoffs. No início de seu primeiro ano na Filadélfia ele manteve boa produtividade, com projeção de superar seu maior total de gols em uma temporada, e passou a ser o principal matador de penalidades do time. Suas atuações estavam tão boas que em fevereiro sua temporada já era considerada a melhor de sua carreira. "A confiança que a comissão técnica demonstrou em mim é boa", disse Talbot naquele mês ao jornal Philadelphia Inquirer. "Eu realmente gosto do meu papel."
Em outubro de 2013, foi trocado para o Colorado Avalanche por Steve Downie. "Maxime é um atacante veterano que já ganhou uma Copa Stanley e tem muita experiência na NHL", explicou o vice-presidente executivo de Operações de Hóquei do Avalanche, Joe Sakic. "Estamos ansiosos para trazer essa experiência para o nosso clube."

## Ações sociais
Em 2006 sua mãe foi diagnosticada com câncer de mama, e ele passou a participar de campanhas de prevenção da doença.